# Звездиця (Тирговиштська область)
Звезди́ця (болг. Звездица) — село в Тирговиштській області Болгарії. Входить до складу общини Омуртаг.

## Населення
За даними перепису населення 2011 року у селі проживали 765 осіб.
Національний склад населення села:
| Національність   | Кількість осіб | Відсоток |
| ---------------- | -------------- | -------- |
| турки            | 655            | 85,8%    |
| цигани           | 99             | 13,0%    |
| болгари          | 7              | 0,9%     |
| Всього відповіли | 763            |          |

Розподіл населення за віком у 2011 році:
Динаміка населення: